# عزلة الحواصلة (حجة)

تعديل مصدري - تعديل

عزلة الحواصلة هي إحدى عزل مديرية الشغادرة في محافظة حجة اليمنية ويبلغ تعداد سكانها 683 نسمة حسب التعداد السكاني في اليمن لعام 2004.